# Свенссон, Хокан
Альф Томми Хокан Свенссон (швед. Alf Tommy Håkan Svensson; род. 20 января 1970, Хальмстад) — бывший шведский футболист, вратарь известный по выступлениям за клубы «Хальмстад», АИК и сборную Швеции. Участник Олимпийских игр 1992 года.

## Клубная карьера
Свенссон начал карьеру в клубе «Хальмстад». В 1990 году он дебютировал за основной состав в Алсвенскан лиге. В 1995 году Томми помог команде завоевать Кубок Швеции, а в 1997 и 2000 годах дважды стал чемпионом Швеции. В 2003 году Свенссон перешёл в АИК, где провёл два сезона. В 2005 году игрок покинул Швецию и полгода провёл в кипрском «Эносисе». Летом того же года Томми вернулся на родину, где выступал за «Эльфсборг», «Хеккен» и «Мальмё». В 2006 году он завершил карьеру.

## Международная карьера
В 1992 году в составе олимпийской сборной Швеции Свенссон принял участие в молодёжном чемпионате Европы. На турнире он сыграл в матчах против команд Шотландии и Италии.
В 1992 году в составе олимпийской сборной Швеции Фурст принял участие в Олимпийских играх в Барселоне. На турнире он был запасным и на поле не вышел.
29 января 1998 года в тоарищеском матче против сборной Ямайки Фурст дебютировал за сборную Швеции.

## Достижения
Клубные
 «Хаммарбю»
- Победитель Аллсенскан-лиги (2): 1997, 2000
- Обладатель Кубка Швеции (1): 1994/95